# مری مارتین
مری ویرجینیا مارتین (به انگلیسی: Mary Martin؛ ۱ دسامبر ۱۹۱۳-۳ نوامبر ۱۹۹۰) بازیگر و خوانندهٔ آمریکایی بود. وی مادر بازیگر معروف لری هگمن بود.
وی در سال ۱۹۸۲ تصادف مرگباری را تجربه کرد. در زمانی که در شهر سانفرانسیسکو زندگی می‌کرد، به خاطر یک حادثهٔ رانندگی در اتوبان دو تا از دنده‌هایش شکست و ریه‌هایش را پاره کرد.
از فیلم‌هایی که وی در آن‌ها نقش داشته‌است، می‌توان به الکی‌خوش و ویکتور هربرت بزرگ اشاره نمود.

## مرگ
مری مارتین یک ماه قبل از تولد ۷۷ سالگی‌اش بر اثر سرطان روده بزرگ در منزلش درگذشت.